# Giovanni Calabrese
Giovanni Calabrese (født 30. oktober 1966 i Messina) er en italiensk tidligere roer.
Calabrese markerede sig første gang ved at vinde VM-guld i letvægtsdobbeltsculler i 1987. Han deltog ved OL 1988 i Seoul i singlesculler og blev nummer fire i B-finalen.. I 1989 var han med til at vinde VM-sølv i dobbeltfirer, og i 1990 vandt han VM-bonze i singlesculler. De følgende år koncentrerede han sig om singlesculleren og opnåede pæne VM-resultater, idet han oftest kom i A-finalen. Set i det lys blev deltagelsen i OL 1996 i Atlanta en skuffelse, da han endte som nummer fem i C-finalen og dermed samlet blev nummer sytten.
Ved VM i 1997 var han med til at vinde guld i dobbeltfireren, og ved OL 2000 i Sydney roede han dobbeltsculler sammen med Nicola Sartori. Italienerne blev nummer to i indledende heat og vandt derpå deres opsamlingsheat. I semifinalen blev de besejret af nordmændene Olaf Tufte og Fredrik Bekken, og i finalen var det slovenerne Luka Špik og Iztok Čop, som vandt guld foran Tufte og Bekken, mens Calabrese og Sartori sikrede sig bronze.

## OL-medaljer
- 2000:  Bronze i dobbeltsculler